# کلید اصلی
یک کلید اصلی (به انگلیسی: Primary key) در مدل رابطه‌ای پایگاه‌های داده، یک گزینه خاص از مجموعه حداقلی ویژگی‌ها (ستون‌ها) است که به صورت یکتا یک چندتایی (سطر) را در یک رابطه (جدول) شناسایی می‌کند. به صورت غیررسمی، یک کلید اصلی همان «ویژگی‌هایی است که یک رکورد را شناسایی می‌کند» و در حالات ساده فقط یگ ویژگی ساده است: یک id یکتا. به صورت رسمی‌تر، یک کلید رسمی یک گزینه از کلید خواهان است (فراکلید حداقلی)؛ هر کلید خواهان دیگر یک کلید جایگزین (به انگلیسی: alternate key) است.
یک کلید اصلی می‌تواند شامل مشاهدات جهان واقعی باشد، در این صورت به آن کلید طبیعی (به انگلیسی: natural key) می‌گویند، درحالکیه ویژگی‌ای که برای عمل به صورت یک کلید ساخته شده‌است و برای شناسایی چیزی در خارج از پایگاه داده به کارنمی‌رود، کلید وکیل (به انگلیسی: surrogate key) نام دارد. برای مثال، برای یک پایگاه داده از افراد (در یک ملیت)، زمان، مکان و محل تولد می‌تواند یک کلید طبیعی باشد. کدملی مثال دیگری از ویژگی‌هایی است که می‌تواند به عنوان کلید طبیعی استفاده شود.